# Bathyraja caeluronigricans
''Bathyraja caeluronigricans'' es una especie de pez de la familia de los Rajidae en el orden de los Rajiformes.

## Morfología
Los machos pueden llegar a alcanzar los 74,4 cm de longitud total y las hembras 72.2.

## Reproducción
Es ovíparo y las hembras ponen huevos envueltos en una cápsula córnea.

## Hábitat
Es un pez de mar y de aguas profundas que vive entre 200-400 m de profundidad

## Distribución geográfica
Se encuentra desde el norte de Tohoku (el Japón) hasta el Mar de Ojotsk.

## Observaciones
Es inofensivo para los humanos. 